# Lauren Weisberger
Lauren Weisberger (Scranton, Pensilvania, 28 de marzo de 1977) es una escritora estadounidense principalmente reconocida por su novela El diablo viste de Prada, la cual posteriormente fue adaptada al cine y protagonizada por Meryl Streep y Anne Hathaway.

## Biografía
Su familia, judíos reformistas y, como ella, muy practicantes, se trasladó a Allentown, Pensilvania cuando Weisberger tenía once años. Estudió en la escuela secundaria de Parkland donde participó en todo tipo de proyectos, actividades, y organizaciones con el único propósito de rellenar su solicitud de la universidad, aunque solamente disfrutó jugando al tenis. 
Se matriculó en la Universidad de Cornell en donde terminó con todos los proyectos extracurriculares. Después de graduarse en 1999 Lauren viajó por toda Europa, Israel, Egipto, Jordania, Tailandia, India, Nepal, y Hong Kong enriqueciendo con ello sus experiencias culturales.

## Carrera
Cuando regresó a Estados Unidos se mudó a Manhattan y trabajó como ayudante de la redactora jefe de la revista Vogue, Anna Wintour. Llegó a ser muy eficiente con el lenguaje y se trasladó a la revista Departures donde escribía una reseña de cien palabras y tomaba clases nocturnas de escritura.
Su primera novela El diablo viste de Prada, que inicialmente se llamó Writer's Voice (La voz del escritor), fue publicada en abril de 2003, y se mantuvo seis meses en las listas de superventas de The New York Times; ha sido vendida en 31 países. Luego de realizado el libro la cadena Fox realizó la película interpretada por Meryl Streep y Anne Hathaway. El libro mantiene ciertas diferencias con la película como las descripciones físicas de algunos personajes entre otros detalles. Weisberger intervino durante medio segundo en la película.
Aunque tanto el relato como la película recurren a nombres ficticios, se asume que Lauren se inspiró en sus propias vivencias en la revista Vogue, donde trabajó al servicio de su directora Anna Wintour, conocida por su terrible e implacable carácter, y por hacer peticiones casi imposibles a sus empleados. 
Su segunda novela, Everyone Worth Knowing, fue publicada en octubre de 2005 y también estuvo en las listas del New York Times. Sin embargo, no tuvo tanto éxito como la primera. Weisberger actualmente vive en Nueva York.
En 2008 publicó "Persiguiendo un diamante" "Chasing Harry Winston" en el que tres amigas hacen un pacto: tener un affair en cada continente, tener un diamante de cinco quilates o enamorarse de un chico malo, todo en un plazo de doce meses.